# Manuel Rodríguez Araneda
Manuel Rodríguez Araneda (Santiago, 18 de abril de 1939-Santiago, 26 de septiembre de 2018) fue un futbolista y entrenador chileno. Jugaba de defensa, desarrollando toda su carrera profesional en Unión Española.
Disputó la Copa Mundial de Fútbol de 1962 con la selección de fútbol de Chile, que obtuvo el tercer lugar.

## Trayectoria

### Como futbolista
Rodríguez llegó a las divisiones inferiores de Unión Española en 1950, donde desarrolló toda su trayectoria como juvenil. En 1955 debutó en el fútbol profesional con el primer equipo. Desarrolló toda su carrera como futbolista profesional en club hispano  hasta su retiro en 1972, disputando en total 262 partidos y marcando 5 goles.

### Como entrenador
En febrero de 1983 es nombrado entrenador de Cobresal, en reemplazo de Alicel Belmar. El 4 de febrero de 1984, a cinco fechas de finalizar el torneo de Segunda División de 1983, se titula campeón con los albinaranjas, siendo el primer título profesional del club. Tras finalizar el torneo, su plantel logra en total 23 triunfos, 9 empates y solamente una derrota, siendo el club más goleador de dicho torneo (con 67 goles). Durante su proceso en El Salvador, Rodríguez dirige entre otros jugadores a Iván Zamorano y al minero Franklin Lobos. El 22 de julio de 1987 obtiene su segundo título, al vencer en la final de Copa Chile a Colo-Colo. Ese mismo año asume como entrenador de la selección chilena por un partido. Rodríguez se mantiene en Cobresal hasta fines de 1988.
En 1989 asume la dirección técnica de Unión Española. Con los hispanos se titula campeón de la Copa de Invierno de 1989, venciendo a Huachipato en la final. Se mantiene en el cargo hasta 1991.
Retoma el mando de Cobresal en enero de 1993, logrando el subcampeonato de Segunda División y el ascenso a la máxima categoría. Abandona el club al año siguiente.
Posteriormente asumió el rol de entrenador y director de las divisiones inferiores del club hispano. El 31 de julio de 2006 asume como entrenador de Unión Española, en reemplazo del renunciado Fernando Carvallo.
Tras su breve paso como entrenador del primer equipo, Rodríguez siguió como entrenador de las divisiones inferiores y, pese a ser diagnosticado con enfermedad de Parkinson en octubre de 2012, siguió dirigiendo en escuelas de fútbol en comunas como La Granja y Las Condes.

## Selección nacional
Rodríguez disputó 8 partidos con la selección de fútbol de Chile, de los cuales 4 fueron partidos oficiales y 4 amistosos. Fernando Riera, entrenador de la selección chilena lo integró al plantel para formar parte del proceso preparatorio con miras a la Copa Mundial de Fútbol de 1962. Debutó con la roja el 9 de diciembre de 1961, en un partido frente a Hungría que finalizó 5:1 a favor de los chilenos.

## Clubes

### Como futbolista
| Club           | País  | Año       |
| -------------- | ----- | --------- |
| Unión Española | Chile | 1955-1972 |

### Como entrenador
| Club                 | País  | Año       |
| -------------------- | ----- | --------- |
| Deportes Arica       | Chile | 1980      |
| Regional Atacama     | Chile | 1981      |
| Deportes Antofagasta | Chile | 1982      |
| Cobresal             | Chile | 1983-1988 |
| Unión Española       | Chile | 1989-1991 |
| Cobresal             | Chile | 1993-1994 |
| Coquimbo Unido       | Chile | 1995-1996 |
| Deportes Iquique     | Chile | 1997-1998 |
| Everton              | Chile | 1998      |
| Coquimbo Unido       | Chile | 1999      |
| Magallanes           | Chile | 2000-2001 |
| Selección femenina   | Chile | 2006      |
| Unión Española       | Chile | 2006      |

## Palmarés

### Como jugador

#### Torneos internacionales
| Título                      | Equipo             | Sede  | Año  |
| --------------------------- | ------------------ | ----- | ---- |
| 3er lugar Copa Mundial 1962 | Selección de Chile | Chile | 1962 |

### Como entrenador

#### Torneos nacionales
| Título           | Club             | País  | Año    |
| ---------------- | ---------------- | ----- | ------ |
| Segunda División | Cobresal         | Chile | 1983   |
| Copa Chile       | Cobresal         | Chile | 1987   |
| Copa de Invierno | Unión Española   | Chile | 1989   |
| Primera B        | Deportes Iquique | Chile | 1997-C |